# Велика глад у Естонији
До Велике глади у Естонији (ест. Suur nälg) дошло је у периоду 1695−1697. због знатнијих промена у клими током 1690-их година. Рани мразеви готово су у потпуности уништили жетву у јесен 1694, а наредна два лета била су јако хладна и са доста падавина. Готово сви усеви су били уништени, а од глади је за свега две године умрло између 70.000 и 75.000 људи у тадашњим шведским доминијумима Естонији и Ливонији (око петина укупне популације). У истом периоду масовна глад је захватила и подручја Шведске, Финске и Норвешке.
Жетве у две године пре велике глади биле су доста оскудне, а последица тога су биле неуобичајено дуге и хладне зиме (видети Мало ледено доба). Лето 1695. било је неуобичајено хладно са великом количином падавина, а кише су готово непрекидно падале од 24. јуна до 29. септембра. Овакве временске прилике довеле су до великих поплава и готово у потпуности су уништиле све усеве. Наредна зима 1695/96. била је јако хладна, а рано пролеће нагло је прекинуо талас хладног ваздуха са севера који је у марту донео велико захлађење које је трајало све до маја. Лето које је уследило поново је било хладно и влажно што се поновцо негативно одразило на усеве. До првих масовних смрти од глади дошло је у јесен и зиму 1696, а ситуација се нагло погоршала током целе 1697. године. 